# Балонья
Балонья (фр. Balogna, корс. Balogna) — коммуна во Франции, находится в регионе Корсика. Департамент коммуны — Южная Корсика. Входит в состав кантона Севи-Сорру-Чинарка. Округ коммуны — Аяччо.
Код INSEE коммуны — 2A028.

## Население
Население коммуны на 2008 год составляло 128 человек.
| 1962 | 1968 | 1975 | 1982 | 1990 | 1999 | 2006 | 2008 |
| ---- | ---- | ---- | ---- | ---- | ---- | ---- | ---- |
| 201  | 204  | 196  | 176  | 160  | 170  | 141  | 128  |

## Экономика
В 2007 году среди 64 человек в трудоспособном возрасте (15—64 лет) 39 были экономически активными, 25 — неактивными (показатель активности — 60,9 %, в 1999 году было 49,0 %). Из 39 активных работали 35 человек (23 мужчины и 12 женщин), безработных было 4 (3 мужчины и 1 женщина). Среди 25 неактивных 11 человек были пенсионерами, 14 были неактивными по другим причинам.